# 詹弗兰科·达拉·巴尔巴
詹弗兰科·达拉·巴尔巴（義大利語：Gianfranco Dalla Barba，1957年6月11日—2024年11月22日），意大利男子击剑运动员。他曾获得1984年夏季奥运会男子佩剑团体金牌和1988年夏季奥运会男子佩剑团体铜牌。